# Mohamed Zaabia

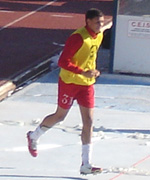
Mohamed Zaabia (2007)

Mohamed Noureddine Zaabia (* 20. März 1989 in Tripolis) ist ein libyscher Fußballspieler auf der Position eines Mittelfeldspielers oder Stürmers.

## Karriere
Zaabia ist 1,87 Meter groß. Er spielte beim libyschen Erstligisten Al-Ittihad, bis er 2011 zu Al-Arabi wechselte. Dort blieb er ein Jahr und wechselte danach zu seiner einzigen europäischen Station Partizan Belgrad. Nach einem halben Jahr dort und einem halben Jahr ohne Verein schloss er sich schließlich Al-Riffa SC an. Doch auch dort wurde er nach kurzer Zeit freigestellt und ging nach einer weiteren kurzen Zeit ohne Verein zu JS Kabylie und von dort aus zu MC Oran. Nach nun mittlerweile fast vier Jahren im Ausland wurde er im Winter 2015 auf Leihbasis an Al-Ittihad abgegeben. Knapp ein Jahr nach Leihende nahm in Esperance unter Vertrag. Mitte 2017 verpflichtete ihn jedoch Al-Ittihad fest. Im April 2023 sei Mohamed Zaabia von einer bewaffneten Gruppe entführt worden, teilte das Menschenrechtskomitee in Libyen mit. Am 1. Juli gleichen Jahres beendete er seine Karriere im Alter von 34 Jahren. Kurios ist, dass trotz der vielen Wechsel nie eine Ablösesumme für Zaabia bezahlt wurde.

## Nationalmannschaft
Seit 2009 spielt Zaabia in der libyschen Nationalmannschaft und hat insgesamt 25 Spiele absolviert, das letzte am 11. Dezember 2021 gegen Gabun.